# Tony Awards
Antoinette Perry Awards for Excellence in Theatre, ou mais comumente Tony Award, é o maior e mais prestigioso prêmio do teatro dos Estados Unidos, equivalente ao Oscar no cinema, Emmy na televisão e Grammy na música, entregue pela American Theatre Wing e pela The Broadway League em cerimônia anual na cidade de Nova Iorque.
O prêmio, que é votado e concedido em escolha por cerca de 700 jornalistas e integrantes da indústria do teatro, foi criado em 1947 por iniciativa de um grupo de produtores teatrais, sendo entregue pela primeira vez em 1949. Ocorre no mês de junho. 
Transmitido pela televisão desde 1967, a cerimônia, além de premiação, inclui a apresentação das canções dos musicais indicados. Apesar de ter um audiência inferior a de seus similares de outras áreas do entretenimento, é assistido por uma elite influente, o que gera uma audiência seletiva bastante considerada pelos patrocinadores do programa.
Entregue atualmente em 27 categorias, entre elas melhor drama, melhor musical, melhor ator e atriz em drama e musical, consideradas as mais importantes, também conta com cinco prêmios especiais, o mais notável dado pelo conjunto da carreira no teatro.

## Categorias
O Tony Award é subdividido em 26 categorias de premiação geral e outras 4 categorias de prêmios especiais. A primeira cerimônia de entrega, ocorrida em 1947, contava com 11 categorias, que foram renomeadas e expandidas ao longo da história. A categoria mais recente a ser incluída é o Isabelle Stevenson Award, que passou a integrar a cerimônia em 2009.

### Atuação
- Melhor Ator em Peça de Teatro
- Melhor Atriz em Peça de Teatro
- Melhor Ator em Musical
- Melhor Atriz em Musical
- Melhor Ator Coadjuvante em Peça de Teatro
- Melhor Atriz Coadjuvante em Peça de Teatro
- Melhor Ator Coadjuvante em Musical
- Melhor Atriz Coadjuvante em Musical

### Técnica
- Melhor Peça de Teatro
- Melhor Musical
- Melhor Direção de Peça de Teatro
- Melhor Direção de Musical
- Melhor Libreto de Musical
- Melhor Trilha Sonora Original
- Melhor Coreografia
- Melhor Orquestração
- Melhor Figurino de Peça de Teatro

### Prêmios especiais
- Special Tony Award
- Regional Theatre Tony Award
- Tony Honors for Excellence in Theatre
- Isabelle Stevenson Award

## Recordes
- Harold Prince e a pessoa mais premiada da história do Tony Award, 22 prêmios.
- Dois musicais carregam o estigma de grandes perdedores nas premiações do Tony: Chicago (1976) e Steel Pier (1997). O dois tiveram onze indicações, mas não ganharam nenhum prêmio. Chicago teve a falta de sorte de competir diretamente contra A Chorus Line, grande vencedor e sucesso mundial em 1976. Steel Pier, ironicamente, veio a perder para Chicago, na versão de 1997 (são premiadas as versões inéditas e os relançamentos de peças ou musicais no Tony), que conseguiu então arrematar seis prêmios.

- Dois atores já conseguiram ser premiados por fazerem papéis de sexo diferente nos palcos: Mary Martin, como Peter Pan em 1955, e Harvey Fierstein em Hairspray, de 2003. (No cinema, apenas Linda Hunt conseguiu a proeza, recebendo um Oscar de melhor atriz coadjuvante por seu trabalho, como um fotógrafo-anão, em O Ano em que Vivemos em Perigo, de 1982).

- O musical The Producers é  a peça recordista em premiações do Tony, com 12 troféus, inclusive o de melhor musical, conquistado em sua nova versão de 2001  (originalmente já havia sido encenado nos anos 60).
- O ator brasileiro Paulo Szot é o único brasileiro até hoje a ganhar o Tony Award. Esse feito foi alcançado em 2008 quando o ator ganhou o prêmio de melhor ator em musical pela sua atuação em Rodgers and Hammerstein's South Pacific.